# Ceryx ginorea
Ceryx ginorea là một loài bướm đêm thuộc phân họ Arctiinae, họ Erebidae.